# David Packard
 (mai 2013).
Si vous disposez d'ouvrages ou d'articles de référence ou si vous connaissez des sites web de qualité traitant du thème abordé ici, merci de compléter l'article en donnant les références utiles à sa vérifiabilité et en les liant à la section « Notes et références ».
Pour les articles homonymes, voir Packard.
David Packard  (7 septembre 1912 à Pueblo - 26 mars 1996 au Stanford medical center) est cofondateur de la société Hewlett-Packard le 1er janvier 1939 avec William Hewlett.

## Biographie

### Jeunesse et études
Élevé à Pueblo dans le Colorado, il est diplômé de l'université Stanford en 1934. De 1936 à 1938, il travaille pour la General Electric à Schenectady dans l'État de New York.
En 1938, il part de New York pour revenir à Stanford, où il rencontre William Hewlett et Lucille sa future épouse. Il obtient le diplôme d'ingénieur en  électricité.

### Carrière chez Hewlett-Packard
En 1939, il crée avec William Hewlett leur société dans le garage de Packard avec un capital de, 538 $. Leur premier appareil est un oscillateur électronique : ils en vendent 8 exemplaires aux Studios Disney, qui servent aux tests de matériels audio pour la production de Fantasia.
Décennie après décennie, la compagnie s'impose comme l'un des premiers producteurs d'instruments de mesure et de calculateurs électroniques au monde. Packard s'avère être un administrateur et Hewlett un expert technique qui fournit beaucoup d'innovations permettant à la société de se développer rapidement et de devenir l'un des plus grands fabricants au monde de dispositifs électroniques d'essai, de mesure et d'acquisition de données avec les premières stations de travail avant de devenir un fabricant majeur de calculatrices, d'ordinateurs (du mini au micro), de serveurs et d'imprimantes (lasers et à jet d'encre). Pour ses tables traçantes et des imprimantes laser, le groupe a créé un langage ouvert (HP-GL),.
Packard a occupé les postes de :
- Président de Hewlett-Packard de 1947 à 1964 ;
- Président du conseil d'administration de 1964 à 1968 et de 1972 à 1993.

### Carrière politique
En 1969, le président Richard Nixon nomme Packard comme adjoint au secrétaire à la défense Melvin Laird. À ce poste, qu'il occupe jusqu'en 1971, Packard introduit dans l'Armée américaine la notion de gestion des ressources, et institue un Collège des Systèmes d'arme (Defense Systems Management College). Dès 1970, Packard rend public un mémorandum dans lequel il se propose de résorber, par des réformes énergiques, « le bazar que nous avons sur les bras », et dont l'une des premières cibles sera le système de contrats publics intégrés (Total Package Procurement) mis en place par le ministère MacNamara.
Vers la fin de son mandat, Packard formule un projet de décret (Packard Memo) sur le recours aux forces armées en cas de troubles graves à l'ordre public. Mis en application au mois de février 1972, ce décret s'appuie sur les exceptions à la loi du Posse Comitatus de 1878, bien qu'il constitue, selon le journaliste D. Lindorff, un moyen de banaliser la loi martiale.
Pendant les années 1980, Packard est conseiller de la Maison blanche pour le matériel et la gestion de la défense.

## Fondation Lucile et David Packard
Ayant ressenti ce besoin, Lucile (décédée en 1987) et David Packard ont fondé un hôpital réservé aux enfants handicapés, mais aussi un site internet pour renseigner les enfants venant à l’hôpital.

## Ouvrages
- (en) David Packard, David Kirby et Karen Lewis, The HP way : how Bill Hewlett and I built our company, New York, HarperBusiness, 1995, 212 p. (ISBN 978-0-8873-0817-8 et 978-0-8873-0747-8, OCLC 32420380)